# Золотий компас (фільм)
«Золоти́й ко́мпас» (англ. The Golden Compass) — американсько-британська екранізація першої частини фантастичної трилогії Філіпа Пулмана «Темні матерії» (англ. His Dark Materials) — «Північне сяйво» (англ. Northern lights). «Золотий компас» — назва «Північного сяйва» у країнах Північної Америки та деяких інших.

## Сюжет
«Золотий компас» розповідає про початок пригод дівчинки Ліри Белаква, яка живе у світі, де кожну людину супроводжує її персональний «деймон», а наука, теологія і магія тісно пов'язані між собою.

## В ролях
- Дакота Блю Річардс — Ліра Белаква
- Ніколь Кідман — Місіс Коултер
- Деніел Крейґ — Лорд Азраель
- Ева Ґрін — Серафіна Пекала
- Сем Елліотт — Лі Скорсбі
- Джим Картер — Джон Фаа
- Клер Гіґґінс — Ма Коста
- Крістофер Лі — Перший Верховний Радник
- Саймон Макберні — Фра Павел
- Гетті Мораган — медсестра Клара

### Озвучення
- Ієн Маккеллен — Йорік Бірнісон
- Фредді Гаймор — Пантелеймон
- Ієн Макшейн — Раґнар Стурлуссон
- Кеті Бейтс — Гестер
- Крістін Скотт Томас — Стельмарія

## Касові збори
Під час показу в Україні, що розпочався 7 грудня 2007 року, протягом перших вихідних фільм демонстрували на 56 екранах, що дозволило йому зібрати $412,372 і посісти 1 місце в кінопрокаті того тижня. Фільм продовжував очолювати український кінопрокат і наступного тижня, адже досі демонструвався на 56 екранах і зібрав за ті вихідні ще $236,140. Загалом фільм в кінопрокаті України зібрав $944,886, посівши 18 місце серед найбільш касових фільмів 2007 року.

## Цікаві факти
- У фільмі є схожість армії найманців — тартарів — з формою російських матросів 1856 року.